# 條紋呂宋花鮨
條紋呂宋花鮨，為輻鰭魚綱鱸形目鱸亞目鮨科的其中一種，分布於西太平洋的印尼班達海海域，棲息深度20-40公尺，體長可達4公分，棲息在礁石區，為底棲性魚類，屬肉食性，生活習性不明。

## 擴展閱讀
維基物種上的相關：條紋呂宋花鮨